# 德富林男爵派翠克·德富林
派翠克·亞瑟·德富林，德富林男爵，PC（Patrick Arthur Devlin, Baron Devlin，1905年11月25日—1992年8月9日），英国法学家。

## 生平
曾担任英国上院大法官。是自然法学派的代表人物，主张法律可以强制执行道德，曾与实证法学派的哈特展开过著名的辩论。他曾参与有关《沃尔芬登报告》的讨论。